# Президентські вибори у США 2000
Президентські вибори 2000 року, на яких основна боротьба відбувалася між республіканцем Джорджем Бушем-молодшим та демократом Альбертом Гором. Переміг Джордж Буш. Долю виборів вирішили голоси виборців штату Флорида. Такого «фотофінішу» ще не було в історії Сполучених Штатів. Протягом місяця відбувалися численні перерахунки та судові засідання, поки не були офіційно оголошені результати виборів.
Крім того, це був четвертий в історії США випадок, коли переможець набрав меншу кількість голосів виборців, ніж кандидат, який програв.
Все це привернуло пильну уваги американської та зарубіжної преси до того, що відбувалося, та породило чимало міфів, особливо за межами США.

## Маловідомі факти про порядок виборів президента США
Так, наприклад:
1. США є федерацією штатів, і відповідно, президент США вибирається штатами, в порядку визначеному Конституцією, а не народом безпосередньо. Кожний штат сам визначає порядок, як він формує склад колегії своїх виборників, число яких для нього не постійне та змінюється з року в рік, і залежить від кількості населення, що реально проживає в кожному конкретному штаті країни в момент виборів (тому в США перепис проводиться раз в десять років).
2. Виборники з усієї країни ніколи не збираються разом для голосування. Вони збираються лише в своїх штатах, де кожний вибірник пише імена бажаного їм президента та віцепрезидента. Конверти з цими листами надсилаються голові Сенату (віцепрезиденту США). Він розкриває листи на спільному засіданні обох палат, проводить підрахунок підсумків по штатах та оголошує переможця.
3. Кожний виборник пише ім'я людини, яке він сам вважає за потрібне. Зокрема, він може порушити своє слово та записати не того, кого обіцяв або утриматися від голосування. Такі виборники називаються недобросовісними виборниками[en].

Див також Система виборників в США

## Передвиборна кампанія
У списки для голосування в більшості штатів та федеральному окрузі Колумбія були включені 7 кандидатів
- Джордж Буш (George W. Bush), Республіканська партія
- Альберт Гор (Albert Gore), Демократична партія
- Ральф Нейдер (Ralph Nader), Партія зелених
- Патрік Бьюкенен (Pat Buchanan), Партія реформ[en]
- Гаррі Браун (Harry Browne), Лібертаріанська партія
- Говард Філліпс[en] (Howard Phillips), Конституційна партія
- Джон Хагелін, (John Hagelin), Партія природних законів (ПЕЗ) [en]

Крім того, в окремих штатах балотувалися ще й інші кандидати.
Кандидат від демократів, віцепрезидент Гор, сфокусував свою кампанію на небувалому економічному процвітанні країни, досягнутому під час правління Адміністрації Клінтона та обіцяв продовжувати проводити ту ж політику.
Кандидат від республіканців, губернатор штату Техас, Джордж Буш (мл.), син 41 президента Джорджа Буша, зосередив свою кампанію на традиційній для нинішніх республіканців темі цінностей родини, моралі та неприйняття абортів. У цьому йому допоміг нещодавній сексуальний скандал Клінтон — Левінскі, хоча його суперник відмежовувався від цієї історії та навіть уникав з'являтися з Клінтоном, з яким він тісно співпрацював. І це попри те, що слабкість Клінтона до жінок відома була давно.

## Підрахунок голосів
Коли голоси були підраховані, виявилося, що в штатах Флорида, Нью-Мексико та деяких інших, різниця між кількістю голосів мікроскопічна, причому Нью-Мехіко, маючи 5 голосів виборників, змінити переможця не міг, в той час, як результат голосування у Флориді, що має 25 голосів вибірників, фактично вирішував долю виборів. Перший підрахунок голосів у Флориді дав перевагу Бушу числом дещо більше 1 тисячі голосів і це при майже 6 мільйонах бюлетенів. Очевидно, при такій величезній кількості можливі всілякі випадковості, тому команда Гора вирішила не здаватися, а дати бій у штаті Флорида. З точки зору найпоширеніших в США етичних поглядів саме така позиція й очікувалася від них.
Почалися численні перерахунки голосів у штаті Флорида та супровідні рішення судів. Вони тривали до 10 години вечора 12 грудня, коли Верховний Суд США 5 голосами проти 4-х ухвалив подальші перерахунки припинити та визнати останній підрахунок остаточним.

## Результати
Нижче наводяться остаточні результати голосування
| ім'я        | партія        | виборники | Всього голосів |
| ----------- | ------------- | --------- | -------------- |
| Джордж Буш  | Республіканці | 271       | 50461092       |
| Альберт Гор | Демократи     | 266       | 50994086       |
| Ральф Надер | Зелений       | 0         | 2882728        |
| Інші        |               | 0         | 1066246        |

 Джерела:
- голосування вибірників: Підсумки голосування вибірників, 2000 рік. (Офіційний вебсайт Національного Архіву США. (7 Серпень 2005 року) ).

## Результати по штатах
| Штат                       | Виборників | Альберт Гор | Джордж Буш-молодший | Ральф Нейдер | Інші    |
| -------------------------- | ---------- | ----------- | ------------------- | ------------ | ------- |
| Алабама                    | 9          | 41,6 %      | 56,5 %              | 1,1 %        | 0,8 %   |
| Аляска                     | 3          | 27,7 %      | 58,6 %              | 10,1 %       | 3,6 %   |
| Аризона                    | 8          | 44,7 %      | 51,0 %              | 3,0 %        | 1,4 %   |
| Арканзас                   | 6          | 45,9 %      | 51,3 %              | 1,5 %        | 1,4 %   |
| Айдахо                     | 4          | 27,6 %      | 67,2 %              | 2,5 %        | 2,7 %   |
| Айова                      | 7          | 48,5 %      | 48,2 %              | 2,2 %        | 1,0 %   |
| Вайомінг                   | 3          | 27,7 %      | 67,8 %              | 2,1 %        | 2,4 %   |
| Вашингтон                  | 11         | 50,1 %      | 44,6 %              | 4,1 %        | 1,2 %   |
| Вермонт                    | 3          | 50,6 %      | 40,7 %              | 6,9 %        | 1,7 % ] |
| Вірджинія                  | 13         | 44,4 %      | 52,5 %              | 2,2 %        | 0,9 %   |
| Вісконсин                  | 11         | 47,8 %      | 47,6 %              | 3,6 %        | 0,9 %   |
| Делавер                    | 3          | 55,0 %      | 41,9 %              | 2,5 %        | 0,6 %   |
| Джорджія                   | 13         | 43,0 %      | 54,7 %              | 0,5 %        | 1,8 %   |
| Гаваї                      | 4          | 55,8 %      | 37,5 %              | 5,9 %        | 0,9 %   |
| Західна Вірджинія          | 5          | 45,6 %      | 51,9 %              | 1,6 %        | 0,8 %   |
| Іллінойс                   | 22         | 54,6 %      | 42,6 %              | 2,2 %        | 0,6 %   |
| Індіана                    | 12         | 41,0 %      | 56,6 %              | 0,8 %        | 1,5 %   |
| Каліфорнія                 | 54         | 53,4 %      | 41,7 %              | 3,8 %        | 1,1 %   |
| Канзас                     | 6          | 37,2 %      | 58,0 %              | 3,4 %        | 1,4 %   |
| Кентуккі                   | 8          | 41,4 %      | 56,5 %              | 1,5 %        | 0,6 %   |
| Колорадо                   | 8          | 42,4 %      | 50,8 %              | 5,3 %        | 1,6 %   |
| Коннектикут                | 8          | 55,9 %      | 38,4 %              | 4,4 %        | 1,2 %   |
| Луїзіана                   | 9          | 44,9 %      | 52,6 %              | 1,2 %        | 1,4 %   |
| Массачусетс                | 12         | 59,8 %      | 32,5 %              | 6,4 %        | 1,3 %   |
| Міннесота                  | 10         | 47,9 %      | 45,5 %              | 5,2 %        | 1,4 %   |
| Міссісіпі                  | 7          | 40,7 %      | 57,6 %              | 0,8 %        | 0,9 %   |
| Міссурі                    | 11         | 47,1 %      | 50,4 %              | 1,6 %        | 0,9 %   |
| Мічиган                    | 18         | 51,3 %      | 46,1 %              | 2,0 %        | 0,6 %   |
| Монтана                    | 3          | 33,4 %      | 58,4 %              | 5,9 %        | 2,3 %   |
| Мен                        | 4          | 49,1 %      | 44,0 %              | 5,7 %        | 1,2 %   |
| Меріленд                   | 10         | 56,6 %      | 40,2 %              | 2,7 %        | 0,6 %   |
| Небраска                   | 5          | 33,3 %      | 62,2 %              | 3,5 %        | 1,0 %   |
| Невада                     | 4          | 46,0 %      | 49,5 %              | 2,5 %        | 2,0 %   |
| Нью-Гемпшир                | 4          | 46,8 %      | 48,1 %              | 3,9 %        | 1,2 %   |
| Нью-Джерсі                 | 15         | 56,1 %      | 40,3 %              | 3,0 %        | 0,6 %   |
| Нью-Мексико                | 5          | 47,9 %      | 47,8 %              | 3,6 %        | 0,7 %   |
| Нью-Йорк                   | 33         | 60,2 %      | 35,2 %              | 3,6 %        | 1,0 %   |
| Огайо                      | 21         | 46,5 %      | 50,0 %              | 2,5 %        | 1,1 %   |
| Оклахома                   | 8          | 38,4 %      | 60,3 %              | 0,2 %        | 1,1 %   |
| Орегон                     | 7          | 47,0 %      | 46,5 %              | 5,0 %        | 1,5 %   |
| Пенсільванія               | 23         | 50,6 %      | 46,4 %              | 2,1 %        | 0,9 %   |
| Род-Айленд                 | 4          | 61,0 %      | 31,9 %              | 6,1 %        | 1,0 %   |
| Північна Дакота            | 3          | 33,1 %      | 60,7 %              | 3,3 %        | 3,0 %   |
| Північна Кароліна          | 14         | 43,2 %      | 56,0 %              | 0,2 %        | 0,6 %   |
| Теннессі                   | 11         | 47,3 %      | 51,1 %              | 1,0 %        | 0,6 %   |
| Техас                      | 32         | 38,0 %      | 59,3 %              | 2,2 %        | 0,6 %   |
| Федеральний округ Колумбія | 2          | 85,2 %      | 9,0 %               | 5,2 %        | 0,7 %   |
| Флорида                    | 25         | 48,837 %    | 48,846 %            | 1,6 %        | 0,7 %   |
| Південна Дакота            | 3          | 37,6 %      | 60,3 %              | 0,2 %        | 1,9 %   |
| Південна Кароліна          | 8          | 40,9 %      | 56,8 %              | 1,5 %        | 0,8 %   |
| Юта                        | 5          | 26,3 %      | 66,8 %              | 4,7 %        | 2,2 %   |

### Результати виборів у Флориді
Зважаючи на вирішальний внесок штату Флорида в результат виборів, розглянемо результати виборів у штаті докладніше. Крім перерахованих вище загальнонаціональних кандидатів, у виборах брали участь також:

- Моніка Моорхед [en] (Monica Moorehead)  Всесвітня робоча партія (ВРП) [en]
- Девід МакРейнольдс  (David McReynolds) Соціаліст

- Джеймс Харріс  (James E. Harris)  Соціалістична Робітнича Партія (СРП)

Окрім того, за законами штату Флорида виборці можуть самі вписувати ім'я кандидата, якщо його немає в списку.

#### Проблеми, що виникали при голосуванні

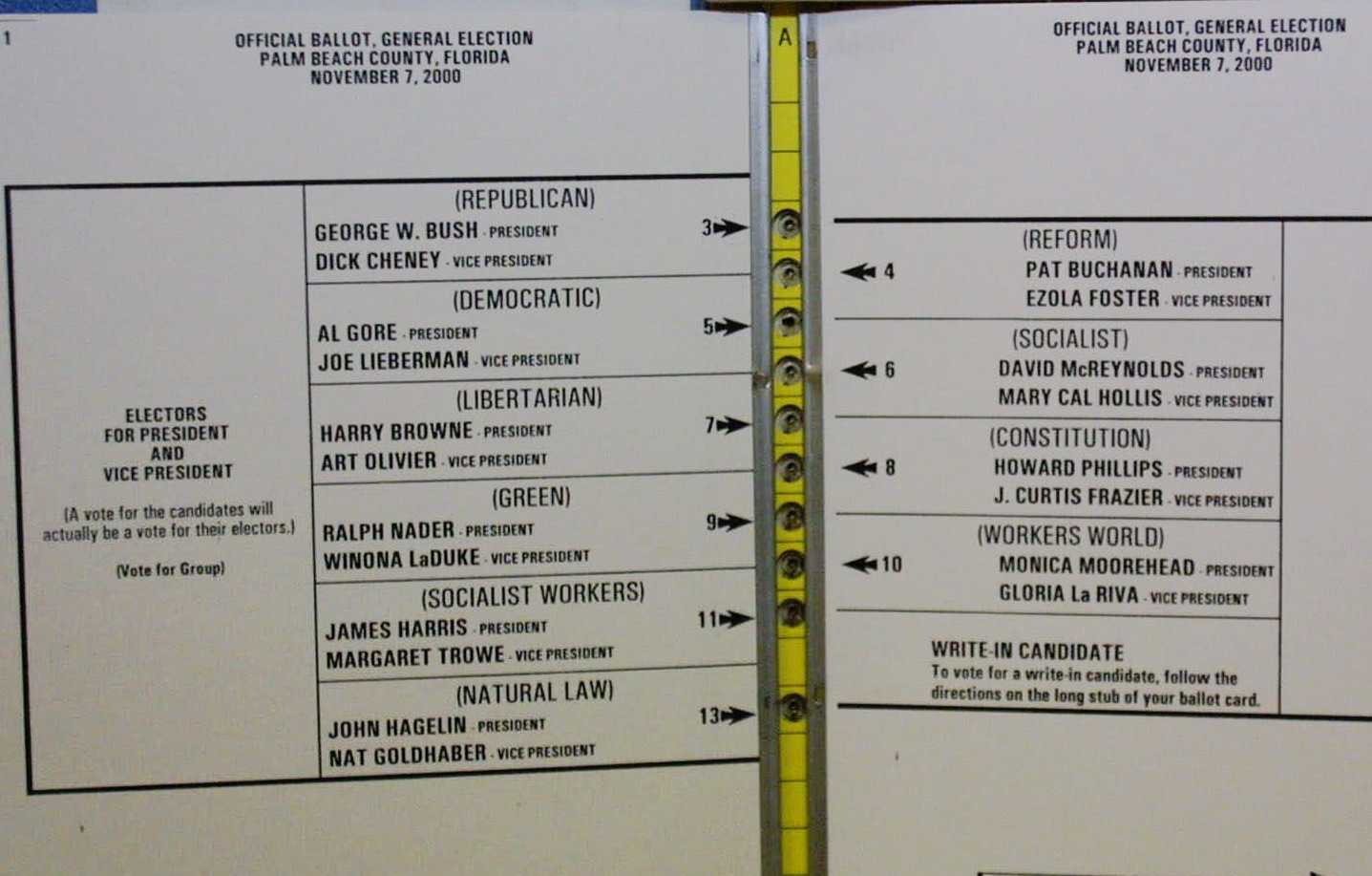
Butterfly ballot

Широку популярність здобула, так звана, проблема butterfly ballots (бюлетені метеликом) в окрузі Палм-Біч (Palm Beach).  Суть її була така. На фотографії видно, що ім'я Гора розташоване другим ліворуч та стрілка показує на третій отвір для голосування за нього. У той час як ім'я Б'юконнена розташоване у колонці праворуч та стрілка показує на другий отвір. Демократи стверджували, що багато прихильників Гора в окрузі Палм-Біч, сплутали отвори та пробивали другий отвір замість третього, чим пояснюється несподівано висока кількість голосів, отримана Б'юконненом.
Республіканці, зі свого боку, були незадоволені процесом голосування в західній частині штату — районі Пенхандл (Panhandle) — переважно консервативному. Він живе в наступному часовому поясі, за часом на годину пізніше основної частини Флориди. Телебачення оголосило о 7 годині вечора про те, що всі виборчі дільниці Флориди закрилися. У той час як дільниці в Пенхандлі працювали ще годину. Окрім того, о 6:48 за часом Пенхандла ЗМІ оголосили про перемогу Гора в штаті. На думку республіканців, це призвело до того, що багато пізніх виборців району просто не з'явилися на дільниці.
Висувалися й інші проблеми. Цікаве незалежне розслідування провів після виборів Дослідницький центр Чиказького університету на замовлення консорціуму ЗМІ. Були проаналізовані ті бюлетені, які не вдалося підрахувати за допомогою машини, зважаючи на неповне пробиття перфораційного отвору (такі бюлетені отримали назву «вагітний бюлетень») та інші проблеми, тому на виборах їх рахували вручну. У дослідженні застосовувалися різні критерії того, що вважати поданим голосом, починаючи від часткового пробивання у верхніх кутах, до повної перфорації. 
| Кандидат           | Всього голосів | Відсотків |        |
| ------------------ | -------------- | --------- | ------ |
| Джордж Буш (П)     | 2 912 790      | 48,847    | Респ.  |
| Альберт Гор        | 2 912 253      | 48,838    | Дем.   |
| Ральф Нейдер       | 97 488         | 1,635     | Зел.   |
| Пат Б'юкенен       | 17 484         | 0,293     | Реф.   |
| Гаррі Браун        | 16 415         | 0,275     | Ліб.   |
| Джон Хагелін       | 2 281          | 0,038     | ПЕЗ    |
| Моніка Моорхед     | 1 804          | 0,030     | ВРП    |
| Говард Філліпс     | 1 371          | 0,023     | Конст. |
| Девід МакРейнольдс | 622            | 0,010     | Соц.   |
| Джеймс Харріс      | 562            | 0,009     | СРП    |
| вписати            | 40             | 0,001     | n/a    |
| Разом              | 5 963 110      | '         |        |

13 грудня о 9:00 вечора за Східним часом Альберт Гор виступив по національній телевізійній мережі та визнав свою поразку. Він закликав усіх своїх прихильників підтримувати Буша, сказавши: «Це Америка, і ми ставимо країну попереду партії».
6 січня 2001 року зібралася об'єднана сесія Конгресу, щоб затвердити результати виборів. 20 членів Палати представників вставали один за іншим та заперечували проти голосів штату Флорида. Проте, відповідно до закону 1877 року, вимагалося, щоб таке заперечення підтримувалося і сенаторами, і членами Палати представників. Оскільки ні один з сенаторів не підтримав заперечення, протести відхилялися. Цікаво зауважити, що на цьому засіданні головував, згідно з Конституцією, віце-президент Гор, і саме він відкидав заперечення на свою користь.
20 січня 2001 року новий Президент США Джордж Вокер Буш склав присягу.

## Наслідки
Для уникнення проблем, подібних до тих, що виникли у Флориді, Конгрес прийняв закон, що передбачає розробку та впровадження електронної системи голосування. Однак, нові системи, вирішуючи деякі старі проблеми, створюють багато нових — наприклад, складність перевірки достовірності результатів. Крім того, положення Конституції про те, що кожний штат самостійно створює свою колегію виборників, залишає мало надії на уніфікацію електоральної процедури по всій країні.